# 諸王增三
金牛座121，又名BD+23 954，HD 36819、SAO 77285、HR 1875，是金牛座的一颗恒星，视星等为5.38，位于銀經182.95，銀緯-4.52，其B1900.0坐标为赤經5h 29m 20.6s，赤緯+23° -4.52′ 24″。